# Ricardo Fernández (acteur)
Ricardo Fernández Flores (né le 6 octobre 1978 à Santiago) est un acteur chilien.

## Filmographie

### Cinéma
| Année | Film    | Personnage | Réalisateur             |
| ----- | ------- | ---------- | ----------------------- |
| 2003  | B-Happy | Chemo      | Gonzalo Justiniano (es) |

## Télévision

### Telenovelas
| Année     | Telenovela              | Personnage                     | Chaîne      |
| --------- | ----------------------- | ------------------------------ | ----------- |
| 2000      | Romané                  | Sebastián Domínguez            | TVN         |
| 2001      | Pampa Ilusión           | Maximiliano Subercaseaux       | TVN         |
| 2002      | El Circo de las Montini | Matías Fuenzalida, dit Chascón | TVN         |
| 2003      | Puertas Adentro         | Jonathan Cárdenas              | TVN         |
| 2004      | Les Pincheira           | Ignacio Sotomayor              | TVN         |
| 2005      | Les Capo                | Diego Quiroga                  | TVN         |
| 2006      | Cómplices               | Javier Núñez                   | TVN         |
| 2007      | Corazón de María        | Alonso García                  | TVN         |
| 2008      | Viuda alegre            | Franco Fonseca                 | TVN         |
| 2009      | Los exitosos Pells      | Martin Pells / Gonzalo Redolés | TVN         |
| 2010      | Manuel Rodríguez        | Manuel Rodríguez               | Chilevisión |
| 2011-2012 | La doña                 | Fernando García de León        | Chilevisión |
| 2012-2013 | La Sexóloga             | Esteban Encina                 | Chilevisión |
| 2013      | Graduados               | Pablo Flores                   | Chilevisión |
| 2015      | Buscando a María        | Pedro                          | Chilevisión |

### Séries et unitaires
| Année | Série                             | Personnage | Chaîne      |
| ----- | --------------------------------- | ---------- | ----------- |
| 2004  | Tiempo final: en tiempo real      | Jorge      | TVN         |
| 2011  | 12 días que estremecieron a Chile |            | Chilevisión |

## Théâtre
- 1999 : Caníbales de George Tabori / Réalisateur : Ridrigo Pérez
- 1999 : Fedra (Phèdre) de Jean Racine / Réalisateur : Ridrigo Pérez
- 2000 : La tierra de José Ramón Fernández / Réalisateur : Horacio Videla
- 2001 : Ardiente Paciencia de Antonio Skármeta / Réalisateur : Fernando González
- 2003 : El Hijo de Jon Fosse / Réalisateur : Víctor Carrasco
- 2003 : Edipo de André Gide / Réalisateur : Carlos Bórquez
- 2004 : Teatros de Olivier Py / Réalisateur : Ridrigo Pérez
- 2005 : La Tempestad de William Shakespeare / Réalisateur : Jaime Hanson
- 2005-2006 : Romeo y Julieta de William Shakespeare / Réalisateur : Fernando González
- 2007 : Eróstrato de Carlos Bórquez / Réalisateur : Carlos Bórquez
- 2007 : Atentados contra su vida de Martin Crim / Réalisateur : Constanza Brieba
- 2014 : La Fiesta de Spiro Simone / Réalisateur : Héctor Noguera